# Leagues Cup
Leagues Cup är en årlig klubbfotbollstävling mellan klubbar från MLS och Liga MX i nordamerika. Turneringen hade sin premier under juli 2019, med fyra lag från vardera liga, säsongen 2019 bestod av enkelmöten med direktutslagning.

## Historia
Klubbar från Liga MX och MLS har tidigare spelat mot varandra i North American Superliga, en turnering som varade i fyra säsonger, från 2007 till 2010. Ligorna har även sänt klubbar till Concacaf Champions League, vilken har dominerats av mexikanska klubbar. Amerikanska och mexikanskan klubbar har även möts i Campeones Cup, en enskild match mellan vinnaren av MLS Cup och Campeón de Campeones.

## Finaler
| Säsong | Antal lag                      | Vinnare                                            | Resultat                                           | Finalist                                           | Arena                                              | Publik                                             |
| ------ | ------------------------------ | -------------------------------------------------- | -------------------------------------------------- | -------------------------------------------------- | -------------------------------------------------- | -------------------------------------------------- |
| 2019   | 8                              | Cruz Azul                                          | 2–1                                                | UANL                                               | Sam Boyd Stadium, Las Vegas, Nevada                | 20 132                                             |
| 2020   | 16                             | Säsongen inställd på grund av coronaviruspandemin. | Säsongen inställd på grund av coronaviruspandemin. | Säsongen inställd på grund av coronaviruspandemin. | Säsongen inställd på grund av coronaviruspandemin. | Säsongen inställd på grund av coronaviruspandemin. |
| 2021   | 8                              | León                                               | 3–2                                                | Seattle Sounders                                   | Allegiant Stadium, Paradise, Nevada                | 24 824                                             |
| 2022   | Ingen vinnare, vänskapsmatcher | Ingen vinnare, vänskapsmatcher                     | Ingen vinnare, vänskapsmatcher                     | Ingen vinnare, vänskapsmatcher                     | Ingen vinnare, vänskapsmatcher                     | Ingen vinnare, vänskapsmatcher                     |
| 2023   | 47                             | Inter Miami                                        | 1–1 (10–9 str.)                                    | Nashville                                          | Geodis Park, Nashville, Tennessee                  | 30 109                                             |